# Futura
Futura és una lletra tipogràfica de pal sec dissenyada per Paul Renner el 1927 per a la Bauersche Gießerei (Foneria Bauer), destinada al projecte de renovació urbana massiva Neues Frankfurt, es va convertir ràpidament en un dels tipus de lletra més utilitzats del segle XX. Està basada en formes geomètriques bàsiques com el cercle, quadrat i triangle, reflectint les idees de la Nova tipografia.
A principis del segle xx, a Alemanya hi havia una polèmica sobre la utilització de caràcters gòtics o romans. Per a Renner, la Futura era una solució alternativa a aquestes dues opcions.
Els primers esborranys els va realitzar l'estiu de 1924. Jakob Hegner tenia una empresa editorial a prop de Dresden i buscava alguna persona que li pogués dissenyar un tipus d'impressió més modern. Quan va veure els quadres de Renner, li va proposar aquesta feina. Renner li va enviar uns esborranys, però com que no va rebre cap resposta, els va recuperar i els va lliurar a la foneria Bauer de Frankfurt. Al seu propietari Georg Hartmann, li van agradar molt.

## Traç
Es tracta d'una lletra tipogràfica de pal sec que utilitza les proporcions geomètriques bàsiques (cercles, triangles i quadrats), adoptant els principals postulats del modernisme i especialment dels moviments De Stijl i Bauhaus.
Renner, a l’hora de dissenyar Futura, va eliminar els elements no essencials.
Els traços no presenten modulació.
La A,V,W,M i N de caixa alta i la w de caixa baixa solen acabar en vèrtex punxegut.

La G de caixa alta no té ungla. La g de caixa baixa té el trau tancat.
El filet de la e de caixa baixa és horitzontal. Les lletres que contenen traços corbs, com la g, la b o la d, canvien sensiblement el gruix del traç a les unions.
L'anell inferior de la B de caixa alta és més gran que l'anell superior.
L'altura de les ascendents és superior a l'alçària de la M.
La cua de la R i la K no surt de l'asta.
El fet que els ascendents i descendents siguin llargs fa que l'interlineat sigui ample.
Es tracta d'una tipografia amb bona llegibilitat i amb una alta dosis d'objectivitat i neutralitat.